# Кущиста наречена
«Кущиста наречена» (норвезька Buskebrura) — норвезька казка, записана Асбйорнсеном і Мо. За класифікацією Аарне — Томпсона казка належить до типу 403 («Чорно-біла наречена»). Твір включений до «Червоної книги» Ендрю Ленга.

## Сюжет
Вдівець з сином і дочкою одружився з вдівцем з дочкою. Мачуха жорстоко поводилася з дітьми, поки хлопець не пішов з дому. Одного разу мачуха послала пасербицю до ставка по воду, і з води виринули три голови, які по черзі почали вимагати, щоб вона їх помила, розчесала і поцілувала. Коли вона зробила це, вони поговорили між собою і постановили, що вона буде найкрасивішою жінкою в світі, що золото буде падати з її волосся, коли вона його розчісуватиме, і з її рота, коли вона буде говорити. Побачивши це, зведена сестра захотіла теж піти, але нагрубила трьом головам, і вони постановили, що ніс у неї буде чотири лікті завдовжки, лице три лікті завдовжки, а на лобі сосна (тому її голова нагадувала сосновий кущ), а коли вона говоритиме — з рота сипатиметься попіл.
Тим часом пасинок працював конюхом у короля. Щодня він діставав зображення своєї сестри і молився за неї. Інші женихи розповіли про це королеві, який наполягав, щоб побачити зображення, і заявив, що жодна жінка не може бути такою красивою. Король вирішив одружитися з нею. Брат приїхав за нею, а з ним мачуха з донькою. У морі мачуха вмовила пасербицю викинути за борт труну та собаку, яких мати залишила їй, а потім і викинутися самій.
Король був обурений виглядом зведеної сестри, думаючи, що це його обіцяна наречена. Він мусив дотримати свого слова і одружитися з нею, а брата кинув у зміїну яму.
На кухню зайшла прекрасна жінка, розчесала волосся, виблискуючи золотом, і заспівала про нечестивість кущистої нареченої, пообіцявши, що прийде ще двічі. Куховарка розповіла про це королеві, але кущиста наречена приспала його наступної ночі. Третьої ночі король приставив двох чоловіків, щоб вони не давали йому заснути, але вони не змогли цього зробити. Коли жінка повернулася, щоб піти, сказавши, що більше ніколи не прийде, вони вклали йому в руку ніж і провели ним, щоб відрізати їй палець. Це звільнило її і розбудило короля. Він витягнув брата зі зміїної ями, де змії не завдавали йому шкоди, і кинув туди ж мачуху та кущисту наречену. Потім він одружився зі справжньою нареченою.